# Ícaro Miguel Soares
Ícaro Miguel Martins Soares (Belo Horizonte, 29 de Abril de 1995) é um taekwondista e vice-campeão mundial do Campeonato Mundial de Taekwondo de 2019 da categoria peso-pesado (até 87 kg).
Participou dos Jogos Olímpicos de Verão de 2020, sendo derrotado logo na estreia por Simone Alessio, da Itália. Foi um dos representantes do país nos Jogos Sul-Americanos de 2022, em Assunção, no Paraguai, onde conquistou uma medalha de ouro no peso-pesado (+80kg).

## Biografia
Nascido em Belo Horizonte e criado em um bairro humilde de Betim, em uma casa coma a avó e a mãe. Quando Ícaro tinha seis anos, sua mãe acidentalmente usou amônia em vez de um remédio para tratar uma irritação comum após um banho de piscina, o que resultou em uma perda de 90% da visão no olho direito. No entanto, essa deficiência não foi um impedimento para que ele começasse a praticar esportes aos oito anos de idade, mesmo com apenas 10% da visão no olho direito. Ícaro sofreu danos graves na visão. Durante essa época de sua vida, ele precisou visitar médicos frequentemente e usar muitos colírios. Após muitos tratamentos, conseguiu recuperar cerca de 92% da visão. No entanto, quando já estava competindo, o problema começou a piorar novamente aos poucos. Atualmente o campeão conta apenas com 10% da visão do olho direito.

## Carreira

### Júnior
Começou a praticar o esporte aos 8 anos de idade. Com o destaque apresentado em treinamentos e acumulando títulos em competições, conseguiu conquistar a faixa preta de taekwondo aos 12 anos de idade. Aos 16 anos; Ícaro Miguel já era destaque nacional entre os garotos da sua idade, sendo campeão nacional júnior diversas vezes. Em 2012, viajou para a sua primeira competição internacional: o Campeonato Mundial de Taekwondo Junior, em Xarm el-Xeikh – Egito. Sendo eliminado na primeira rodada em uma luta épica, travada contra Nattapat Tantramart, atleta Tailandês.

### Categoria Profissional

#### Olímpiadas de Tóquio 2020
Em sua estreia em Jogos Olímpicos, e primeiro colocado do ranking olímpico na época dos Jogos, Ícaro Miguel chegou a Tóquio com o status de Craque do Taekwondo nas Olímpiadas e esperança de uma tão sonhada medalha de ouro olímpica para a modalidade no Brasil. O combate contra o italiano Simone Alessio foi decidido no 3° e último round, tendo o europeu como vencedor e avançando na competição.

#### Jogos Sul-Americanos de 2022
Em outubro de 2022, venceu na categoria peso-pesado (+80kg) os Jogos Sul-Americanos de 2022, em Assunção, no Paraguai. 